# 泰安郡

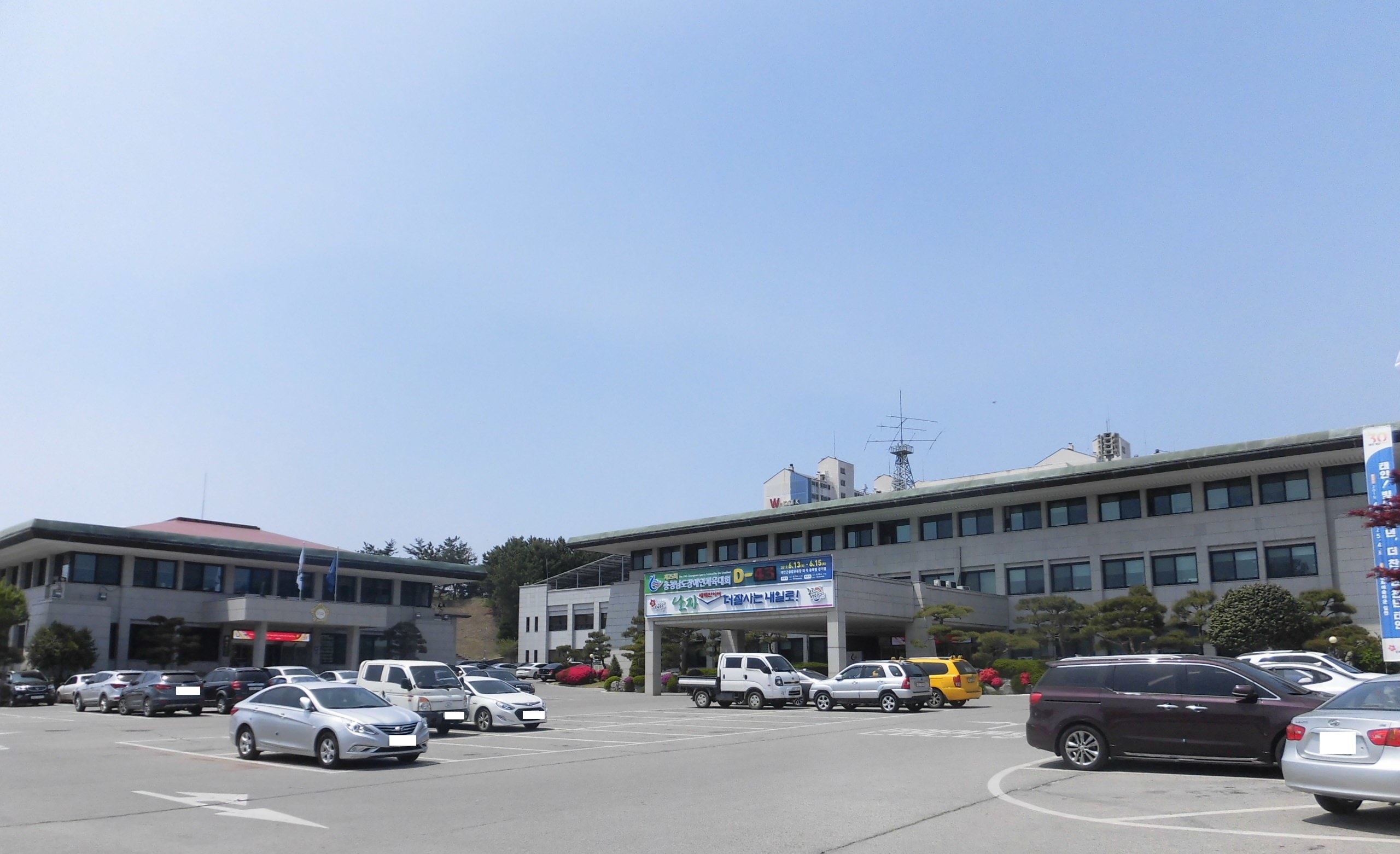
泰安郡庁

泰安郡（テアンぐん）は、大韓民国忠清南道の郡である。朝鮮半島から西に突き出した泰安半島に位置し、北・西・南の三方を黄海に、東を干潟の広がる浅水湾に囲まれている。澄んだ海、渡り鳥の飛来する干潟、30ヶ所以上の砂浜、松林など海岸地帯特有の植物相に恵まれた地域であり、中でも長さ3kmの白いビーチがのびる万里浦（マルリポ）は韓国有数の海水浴場として知られている。主な産業は農業・漁業（特にカニ）・観光業。
一帯のリアス式海岸は1978年に泰安海岸国立公園に指定されている。海岸国立公園は陸地面積326.57km²のほか、沖合いの海域、130の離島を含み、250種の植物や多くの海鳥が生息している。
2邑（町）6面（村）からなる。郡庁所在地は泰安（テアン）邑。総人口は63,764人（2004年）。

## 地理
忠清南道の西端の泰安半島に位置する。東は忠清北道瑞山市と接し、残る三方は黄海である。大田広域市の西北181km、首都ソウルの西南174kmの距離にあり、両都市からは車で1時間半ほど。
入り組んだ海岸線の総延長は530.8kmにおよび、大小130の島が点在する。中でも半島の南端にある安眠島は、面積118平方kmと韓国でも6位の大きな島である。島にはマツを中心とする安眠島自然休養林がある。安眠島のマツは湿度の高い気候と石の少ない土壌のため、こぶのないまっすぐな木材になるとして珍重されてきた。ビーチでの海水浴のほか、島の多い海に沈む太陽の美しさ、海の幸なども観光の目玉になっている。
泰安半島内陸は松林があるほか丘の上まで農地として開墾され、沿岸には干潟を干拓した農地が広がる。また海岸部ではカキやアワビなどの養殖漁業も盛ん。
- 島 - 安眠島、賈誼島、石島 (泰安郡)、ファチャン島、格列飛列島

## 歴史
百済の時代、泰安半島周辺は省大兮県と呼ばれた。統一新羅の景徳王の時代には蘇泰県となり、高麗の忠烈王の時代には泰安県となった。細長い泰安半島を開削して租税用の穀物を運ぶための運河を作る試みも行われた。浅水湾と半島北側の加露林湾を南北に結ぶ堀浦運河は、12世紀から17世紀までかかった工事の末に貫通を断念したが、泰安半島の先端を東西に横断する運河は朝鮮王朝時代の17世紀に完成し、半島の南端は安眠島として本土から切り離された。
1895年に県は郡に変更し泰安郡が置かれたが、1914年に東隣の瑞山郡に合併された。1978年に泰安海岸国立公園が誕生した。
1989年1月1日、瑞山郡の泰安邑・安眠邑・古南面・南面・近興面・所遠面・遠北面・梨園面をもって、泰安郡が再設置された（2邑6面）。同時に安眠邑の竹島里が洪城郡西部面に編入。

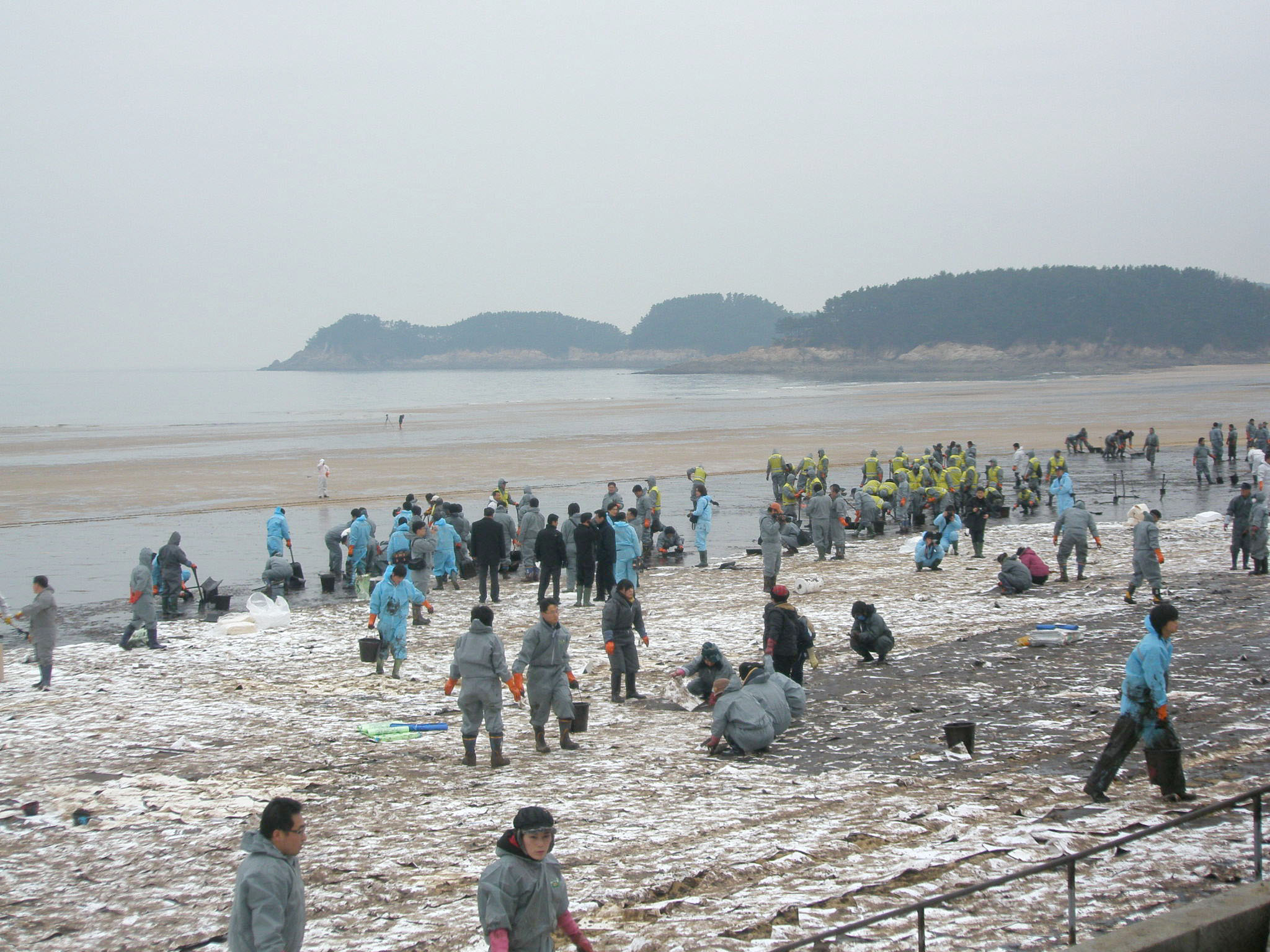
万里浦の砂浜に押し寄せた原油を除去する人々 2007年12月10日撮影

2007年12月7日、香港船籍のタンカー「ヘーベイ・スピリット」と、サムスン重工業のクレーンを運搬中の艀が衝突してエクソンバルディーズ号原油流出事故の3分の1に及ぶ10,000トンの原油が流出する事故が起き、漁業に大きな打撃を与えている。

## 行政

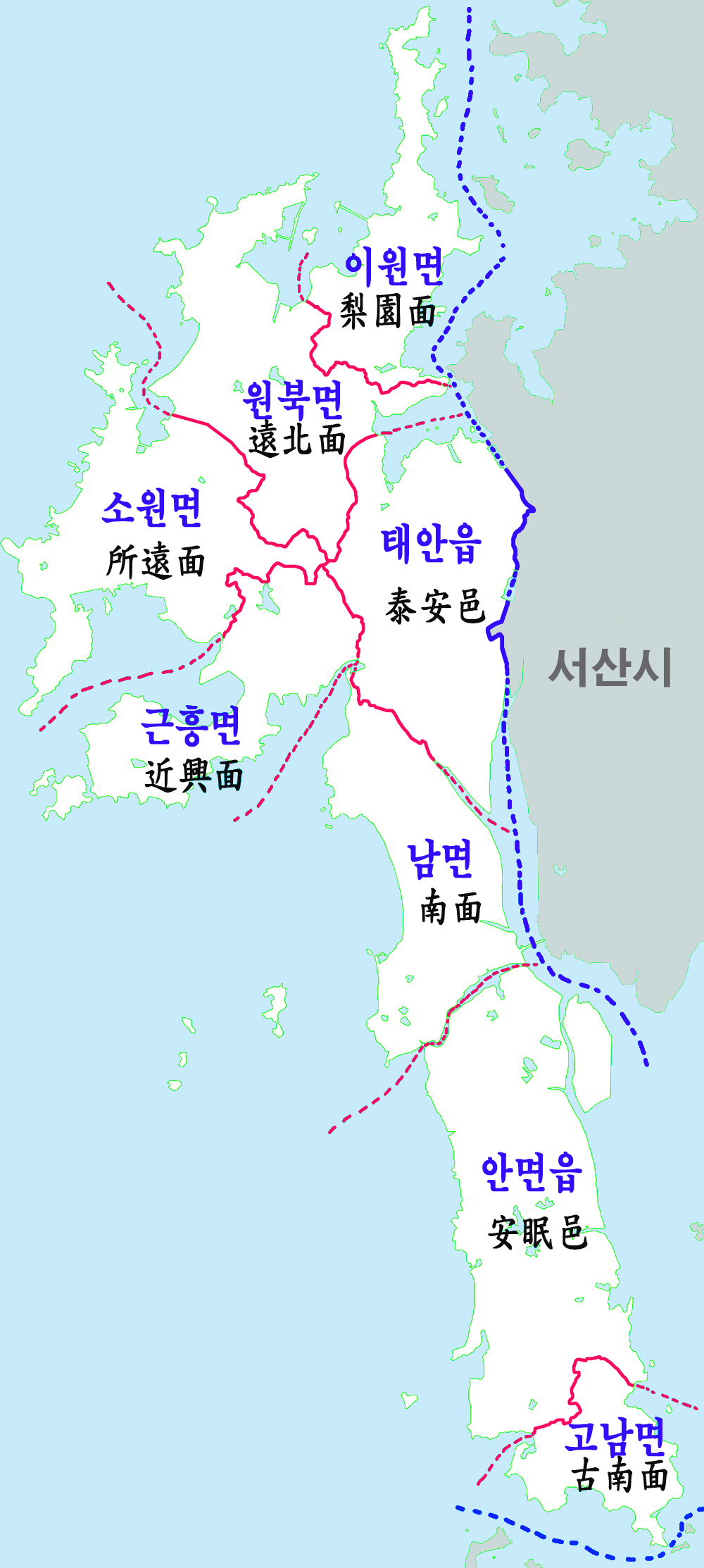
行政区域図

### 行政区画
| 邑・面 | 法定里                                                                                                 | 備考   |
| ------ | --- | ------ |
| 泰安邑 | 南門里、南山里、東門里、島内里、朔善里、盤谷里、山後里、上玉里、松岩里、漁隠里、仁坪里、平川里、長山里 |        |
| 安眠邑 | 承彦里、新野里、正堂里、中場里、倉基里、黄島里                                                         | 安眠島 |
| 古南面 | 古南里、楼洞里、長谷里                                                                                 | 安眠島 |
| 所遠面 | 茅項里、法山里、所斤里、松峴里、柿木里、新徳里、令田里、蟻項里、波涛里                                 |        |
| 遠北面 | 大基里、東海里、馬山里、磻渓里、防葛里、薪斗里、陽山里、梨谷里、将坮里、青山里、黄村里                 |        |
| 近興面 | 賈誼島里、新津島里、都璜里、斗也里、磨金里、水龍里、安基里、龍新里、程竹里                             |        |
| 梨園面 | 官里、内里、堂山里、社倉里、浦地里                                                                     |        |
| 南面   | 榛山里、夢山里、達山里、堂岩里、居児島里、申温里、新場里、元青里、両潜里                               |        |

### 警察
- 泰安警察署

### 消防
- 泰安消防署

## 自然
- 泰安海岸国立公園
- 斗雄湿地（朝鮮語版） - ラムサール条約登録湿地。ニホンウナギ、コイ、チョウセンプランシーガエル（英語版）などの生息地[5]（韓国のラムサール条約登録地一覧参照）

## 姉妹都市
- 韓国、ソウル特別市瑞草区
- 中華人民共和国、山東省泰安市